# Choniolaimus chiliensis
Choniolaimus chiliensis är en rundmaskart som beskrevs av Murphy 1964. Choniolaimus chiliensis ingår i släktet Choniolaimus och familjen Choniolaimidae. Inga underarter finns listade i Catalogue of Life.